# Genevieve Angelson

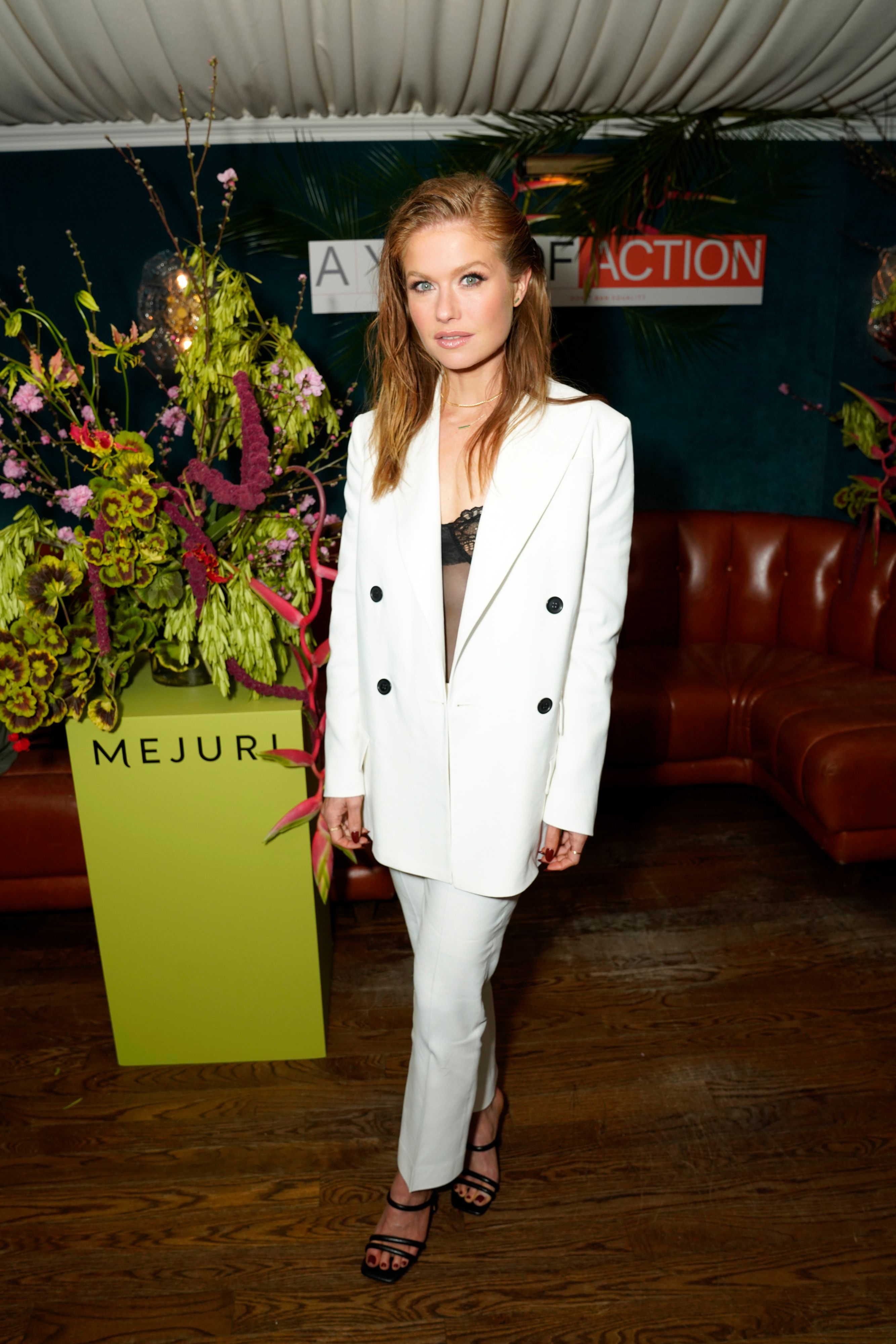
Genevieve Angelson, 2023

Genevieve Angelson (* 13. April 1987 in New York City) ist eine US-amerikanische Schauspielerin. Ihre bekanntesten Rollen sind die der Caitlin Hobart in House of Lies sowie die Hauptrolle der Detective Nicole Gravely in der Serie Backstrom, welche sie nach einem Recasting von Mamie Gummer übernahm. Angelson spielte die Rolle der Nina in Vanya and Sonia and Masha and Spike, die bei den 67. Tony Awards mit dem Tony Award für das beste Theaterstück ausgezeichnet wurde, und trat in mehreren anderen Stücken am Off-Broadway auf, darunter The Cake von Bekah Brunstetter im Manhattan Theater Club.

## Leben
Angelson ist Tochter des Geschäftsmannes Mark Angelson und seiner Ehefrau Lynn. Sie hat zwei ältere Schwestern. 2012 schloss sie ihre Schauspielausbildung im Graduate Acting Program der Tisch School of the Arts ab. Sie lebt in New York and Los Angeles.

## Filmografie
- 2010: Army Wives (Fernsehserie, Folge 3x02 About Face)
- 2010: Open Five
- 2013: Good Wife (The Good Wife, Fernsehserie, Folge 5x03 A Precious Commodity)
- 2013: Niagra (Kurzfilm)
- 2013: The Glades (Fernsehserie, Folge 4x03 Killer Barbecue)
- 2014: Top Five
- 2014: House of Lies (Fernsehserie, 9 Folgen)
- 2015: Backstrom (Fernsehserie, 13 Folgen)
- 2015: True Story – Spiel um Macht (True Story)
- 2015–2016: Good Girls Revolt (Fernsehserie, 10 Folgen)
- 2017: Mein Bester & Ich (The Upside)
- 2018: Blue Bloods – Crime Scene New York (Blue Bloods, Fernsehserie, Folge 8x13 Erasing History)
- 2018–2021: Robot Chicken (Fernsehserie, 4 Folgen, Stimme)
- 2018: Instinct (Fernsehserie, Folge 1x03 Secrets and Lies)
- 2018: Spare Room
- 2018: Law & Order: Special Victims Unit (Fernsehserie, Folge 20x08 Hell's Kitchen)
- 2019–2020: Flack (Fernsehserie, 10 Folgen)
- 2019: Titans (Fernsehserie, 2 Folgen)
- 2020–2021: This is Us: Das ist Leben (This is Us, Fernsehserie, 2 Folgen)
- 2022: The Afterparty (Fernsehserie, 7 Folgen)
- 2022: New Amsterdam (Fernsehserie, 7 Folgen)
- 2022: The Handmaid’s Tale – Der Report der Magd (The Handmaid’s Tale, Fernsehserie, 5 Folgen)
- 2023: Which Brings Me to You